# Кетчвайо
Кетчва́йо (зулу Cetshwayo kaMpande; ок. 1826 — 8 февраля 1884) — верховный правитель (инкоси) зулусов с 1872 по 1879 гг., возглавил сопротивление зулусов в ходе Англо-зулусской войны 1879 г.

## Биография

### Детство
Кетчвайо родился приблизительно в 1826 году в окрестностях местечка Эшове, которое располагается в современной провинции ЮАР Квазулу-Натал. Его отец Мпанде был братом основателя зулусской державы Чаки и его преемника Дингане (Дингаана), правившего с 1828 года. Детство Кетчвайо пришлось на время наибольшего могущества зулусской державы. 
Во второй половине 1830-х годов зулусы вступили в период жестоких испытаний, потрясших основы их образа жизни. В 1835 г. началось масштабное переселение буров (африканеров) из восточных районов Капской колонии на земли сопредельных африканских народов, вошедшее в историю под названием «Великий трек». Территории зулусов привлекали переселенцев своим мягким климатом, удобным выходом к морскому побережью, обширными пастбищами и плодородием. В 1838 году между бурами и зулусами произошло несколько кровавых столкновений. Буры, используя превосходство огнестрельного оружия над зулусскими копьями, смогли нанести им сокрушительное поражение 16 декабря 1838 г. на реке Инкоме. С этого момента начинается возвышение Мпанде. Воспользовавшись поражением на реке Инкоме и массовым распространением недовольства среди зулусов, Мпанде заключил договор с бурами, по которому они обязались помочь ему свергнуть Дингане. За эту помощь Мпанде обещал отдать бурам скот, который якобы был захвачен у них во время войны, и предоставить им полную свободу действий в Натале.
Во время подписания этого соглашения на фольксрааде в Питермаритцбурге впервые в качестве наследника бурам был представлен Кетчвайо. В ознаменование этого события на одном из его ушей была сделана специальная отметина, наподобие тех, которыми клеймили скот. Это было первым публичным появлением Кетчвайо.
При помощи буров Мпанде удалось разбить Дингане и 18 февраля 1840 г. он был провозглашен «королём» зулусов.

### Возвышение Кетчвайо
В 40-е годы XIX века Кетчвайо был «призван» вместе со своим старшим братом Мбуязи в «полк» Тулвана. Свой первый боевой опыт Кетчвайо приобрел, приняв участие в последнем из больших набегов зулусов против свази в 1852 году. Храбрость и отвага, проявленные им в этом походе, сразу же создали ему широкую популярность. Как отмечал Ч. Т. Биннс, автор наиболее известной биографии Кетчвайо, он вселял в зулусов надежду в их будущее.
Рост популярности Кетчвайо в 1850-е гг. вызывал серьёзное беспокойство со стороны Мпанде, который больше благоволил к своему старшему сыну Мбуязи. В результате вокруг претендентов на трон сложилось два враждебных друг другу лагеря. Сторонники Кетчвайо были известны под именем узуту. В 1856 году этот конфликт вылился в открытое вооруженное противостояние. Люди Мбуязи разорили земли сторонников Кетчвайо, что привело к мобилизации сил узуту. Две враждебные армии встретились в декабре 1856 года на берегу Тугелы на границе с Наталом. На стороне Мбуязи в сражении принял участие «полк» ветеранов, присланный Мпанде на помощь своему любимцу, а также отряд пограничной полиции Натала численностью в 35 человек во главе с английским охотником и торговцем Джоном Данном. Но благодаря подавляющему численному преимуществу узуту удалось одержать победу, Мбуязи и пятеро других сыновей Мпанде были убиты, само место побоища, по свидетельству очевидцев, было буквально усеяно телами павших воинов. В 1861 году в страну зулусов со специальной миссией отправился английский колониальный чиновник Теофил Шепстоун. Он официально признал Кетчвайо наследником Мпанде, но тот в свою очередь публично выразил свою преданность отцу. С этого момента фактическое управление страной перешло в руки Кетчвайо, а за Мпанде остались лишь формальные представительские функции.

### Период единоличного правления
В октябре 1872 года умер Мпанде, и борьба за власть в державе зулусов разразилась с новой силой. Главными соперниками Кетчвайо являлись младший сын умершего инкоси Мтонга, бежавший после смерти отца в Трансвааль, и Хаму, двоюродный брат Кетчвайо. Ещё при жизни Мпанде отношения между ним и Кетчвайо были напряжёнными. Хаму пользовался особыми привилегиями, подчеркивавшими его высокий статус. Он проводил свой праздник первого урожая (umkhosi), обладал собственной резиденцией (isigodlo) и собирал военные отряды. В 1881 году сам Кетчвайо сказал, что Хаму был единственным, кто составлял против него заговоры и отзывался о нём неуважительно. Косвенным подтверждением напряженной ситуации в стране зулусов был и тот факт, что в Натале официальное известие о смерти Мпанде получили лишь в феврале 1873 года.
Кетчвайо обратился к англичанам с просьбой совершить официальную церемонию возведения его в достоинство верховного правителя зулусов. В начале августа 1873 года министр по туземным делам Наталя Т. Шепстоун в сопровождении отряда колониальных войск отправился в Зулуленд. Но 15 августа он получил известие, что зулусы уже провели согласно своим обычаям все положенные по данному случаю ритуалы. Сама церемония проходила в священном для зулусов месте, где находились могилы их правителей, начиная с отца Чаки — Сензангаконы. Шепстоун был крайне раздражён этим актом, но всё-таки принял участие в повторной церемонии, проведённой по образу европейской коронации.
Несмотря на официальное признание и заверения в дружбе английских властей, начиная с 1873 года противоречия между Наталем и правителем зулусов постепенно нарастали. Переговоры между Т. Шепстоуном и Кетчвайо не привели к удовлетворению главного требования колонистов — наладить регулярное снабжение Натала работниками-африканцами. Помимо этого у Кетчвайо возник конфликт с христианскими миссионерами.
Росту напряжённости способствовало во многом уникальное положение зулусской державы, сохранившей к 1870-м годам свою независимость, военную организацию и традиционный уклад жизни. При Кетчвайо войско зулусов насчитывала 25—30 тысяч человек, при помощи Дж. Данна был создан отряд воинов, вооружённых огнестрельным оружием, делались попытки организовать кавалерию. Войско зулусов являлось самой мощной, крупной и дисциплинированной силой африканцев в Южной Африке.
Наличие столь грозного соседа, какими виделись зулусы, являлось постоянным раздражающим фактором для колонистов и властей Натала, которые испытывали страх перед огромной, в десятки раз превосходившей их по численности массой африканского населения. В последней трети XIX века подобная ситуация не могла долго оставаться без изменений. В 1875 году сэр Г. Уолсли, временно исполнявший обязанности лейтенанта-губернатора Наталя после ознакомления с положением дел в колонии пришёл к заключению, что все трудности в отношениях с африканцами могли быть решены аннексией Зулуленда.
Неизбежность военного столкновения между зулусами и Великобританией стала очевидной после британской аннексии Республики Трансвааль в апреле 1877 года. Эти действия являлись частью более широкого плана по объединению всей Южной Африки под властью Великобритании в составе Южно-Африканской конфедерации. Сохранение независимости зулусов этот проект не предусматривал. Т. Шепстоун указывал в своём письме министру колоний лорду Карнарвону в декабре 1877 года, что держава зулусов являлась корнем всего зла в Южной Африке, и её необходимо было уничтожить как можно скорее.

### Англо-зулусская война 1879 года
11 декабря 1878 года лейтенант-губернатор Наталя Г. Балвер предъявил Кетчвайо ультиматум, в котором в том числе содержались требования распустить вооруженные отряды и принять английского резидента, который бы осуществлял надзор за управлением страной.
Среди зулусов не было единого мнения как действовать в данной ситуации. Часть представителей правящей элиты во главе с Хаму выступали за дальнейшие уступки англичанам. Они предлагали выдать четырех зулусов, обвинявшихся в похищении двух женщин с территории Натала. Однако большинство простых зулусов выразили желание скорее умереть, чем передать колониальным властям своих соплеменников. Среди них было распространено убеждение, что англичане намеревались захватить всех мужчин и отправить их на работу за море, в то время как девушек выдать замуж за своих солдат. Выступали против уступок колониальным властям и влиятельные представители правящей элиты зулусов. Среди них особым авторитетом и влиянием выделялся Зибебу, приходившийся правнуком Джаме, деду Чаки. В этих условиях, как отмечал голландский торговец К. Фейн, находившийся все это время при зулусском правителе, у Кетчвайо просто не оставалось другого выхода, как пойти на открытое военное столкновение с англичанами.
11 января 1879 года, когда истек срок ультиматума, английские части несколькими колоннами вступили на территорию Зулуленда. Но даже тогда Кетчвайо не оставлял надежды закончить дело миром. Он запретил нападать на английские войска и объявил, что они пришли «с дружественной миссией». Однако большинством зулусов эти заявления были встречены с недоверием.
22 января 1879 года у холма Изандлвана англичане потерпели жестокое поражение, ставшее следствием пренебрежительного отношения англичан к своему противнику. Эта победа на время вселила уверенность и подняла боевой дух зулусов. Сам Кетчвайо, полагая, что у англичан не осталось больше солдат, надеялся, что на этом война закончится.
Кетчвайо делал все, чтобы завершить войну миром. Он запретил своим войскам переходить границы Натала и предложил англичанам закончить противостояние и начать переговоры о мире. Он утверждал, что не отдавал приказа о нападении, а сражение при Изандлване произошло вопреки его воле. «Англичане напали на мою страну, и я буду обороняться в своей стране. Я не буду посылать свои импи убивать их в Натале, ибо я сам, и предки, что ушли до меня, всегда были друзьями англичан», — такие слова, как писал Г. Р. Хаггард, были произнесены Кетчвайо после победы при Изандлване.
Но столкновение было неизбежно, англичанам была нужна только ясная убедительная победа как доказательство того, что Британская империя непобедима, иначе англичанам пришлось бы иметь дело с многочисленными восстаниями в своих колониях.
Развязка наступила 4 июля 1879 года, когда произошло решающие сражение при Улунди, резиденции Кетчвайо. В этом бою была разгромлена 20-тысячная армия зулусов, причем колониальные войска потеряли всего 9 человек убитыми. Сам Кетчвайо ещё несколько недель скрывался от преследования английских отрядов, но был захвачен в плен в конце августа.
В сентябре 1879 года был установлен новый порядок управления Зулулендом. Его территория была разделена между тринадцатью «вождями», среди которых были Зибебу, Дж. Данн и Хаму, перебежавшие во время войны к британцам.

### Последние годы
Уничтожение централизованной власти, олицетворением которой являлся Кетчвайо, ввергло страну в анархию. Данн, злоупотребляя полученной властью, обложил глав подвластных ему краалей налогом в одну голову крупного рогатого скота и заставлял продавать ему скот по заниженным ценам. Лидеры узуту при поддержке англиканского епископа Дж. Коленсо организовали несколько депутаций к правительству Натала, в которые входили представителя большинства назначенных «вождей». Делегация, посетившая губернатора Натала Г. Балвера в апреле 1882 года, насчитывала до двух тысяч человек. Главным требованием зулусов было возвращение Кетчвайо. В 1882 году министерство колоний Великобритании организовало поездку Кетчвайо в Англию. Кетчвайо приняли ведущие представители либеральной партии и кабинета У. Гладстона, лорды Кимберли и Гренвилл, он даже удостоился аудиенции у королевы Виктории.
В Лондоне Кетчвайо были предложены условия, на которых британское правительство соглашалось восстановить его в правах на престол. Кетчвайо обещал отказаться от военной системы зулусов и поощрять мужчин отправляться на заработки в Натал. Он обязался запретить практику казни колдунов, не ввозить огнестрельное оружие и разрешать все споры с другими инкоси при посредничестве британского резидента. Под его властью оставалась лишь треть его прежних владений. Остальные территории должны были войти в резервацию, призванную служить буфером между Наталом и зулусами, и составить владения Зибебу — главного противника Кетчвайо и узуту.
Кетчвайо вернулся в Зулуленд в январе 1883 года, но это не принесло мира. Зибебу не хотел признавать его верховенство. Начавшаяся война не принесла успеха Кетчвайо. После двух поражений он вынужден был бежать в резервацию, где умер 8 февраля 1884 года. После него инкоси зулусов стал его сын Динузулу.
Правнук Кетчвайо (по материнской линии) — принц Мангосуту Бутелези является лидером партии зулусов «Инката». Он также снимался в роли своего деда в приключенческом фильме «Зулусы».